# (6999) Meitner
(6999) Meitner  es un asteroide perteneciente al cinturón de asteroides, descubierto el 16 de octubre de 1977 por Cornelis Johannes van Houten, Ingrid van Houten-Groeneveld y Tom Gehrels desde el Observatorio de Palomar, en Estados Unidos.

## Designación y nombre
Meitner se designó inicialmente como 4379 T-3.
Más adelante fue nombrado en honor al física austríaca Lise Meitner (1878–1968).

## Características orbitales
Meitner orbita a una distancia media del Sol de 2,2812 ua, pudiendo acercarse hasta 2,0558 ua y alejarse hasta 2,5067 ua. Tiene una excentricidad de 0,0988 y una inclinación orbital de 5,5718° grados. Emplea en completar una órbita alrededor del Sol 1258 días.

## Características físicas
Su magnitud absoluta es 14,3. Tiene 2,928 km de diámetro. Su albedo se estima en 0,326.